# Scherma ai III Giochi europei
Gli incontri di scherma ai III Giochi europei ("Fencing at the 2023 European Games") sono stati disputati dal 25 al 30 giugno 2023 presso la Kraków Arena di Cracovia.

## Podi

### Uomini
| Evento               | Oro                                                                 | Argento                                                        | Bronzo                                                     |
| Spada                |                                                                     |                                                                |                                                            |
| Spada individuale    | Tristan Tulen                                                       | Miguel Frazão                                                  | Volodymyr Stankevyč Manuel Bargues                         |
| Spada a squadre      | Ungheria Gergely Siklósi Tibor Andrásfi Máté Koch Dávid Nagy        | Svizzera Alexis Bayard Max Heinzer Hadrien Favre Théo Brochard | Italia Federico Vismara Davide Di Veroli Andrea Santarelli |
| Fioretto             |                                                                     |                                                                |                                                            |
| Fioretto individuale | Michał Siess                                                        | Jonas Winterberg-Poulsen                                       | Laurenz Rieger Stef Van Campenhout                         |
| Fioretto a squadre   | Italia Daniele Garozzo Filippo Macchi Tommaso Marini Alessio Foconi | Francia Maxime Pauty Rafaël Savin Enzo Lefort Alexandre Ediri  | Germania Alexander Kahl Luis Klein Laurenz Rieger          |
| Sciabola             |                                                                     |                                                                |                                                            |
| Sciabola individuale | Sandro Bazadze                                                      | Krzysztof Kaczkowski                                           | Áron Szilágyi William Deary                                |
| Sciabola a squadre   | Francia Sébastien Patrice Maxime Pianfetti Boladé Apithy            | Italia Luca Curatoli Luigi Samele Michele Gallo                | Germania Lorenz Kempf Raoul Bonah Matyas Szabo             |

### Donne
| Evento               | Oro                                                                                    | Argento                                                                | Bronzo                                                                  |
| Spada                |                                                                                        |                                                                        |                                                                         |
| Spada individuale    | Džoan Fejbi Bežura                                                                     | Martyna Swatowska-Wenglarczyk                                          | Alexandra Ehler Anna Kun                                                |
| Spada a squadre      | Francia Auriane Mallo Coraline Vitalis Marie-Florence Candassamy Alexandra Louis-Marie | Ungheria Anna Kun Dorina Wimmer Eszter Muhari Lili Büki                | Italia Alberta Santuccio Rossella Fiamingo Federica Isola Mara Navarria |
| Fioretto             |                                                                                        |                                                                        |                                                                         |
| Fioretto individuale | Julia Walczyk                                                                          | Flóra Pásztor                                                          | Mălina Călugăreanu Gili Kuritzky                                        |
| Fioretto a squadre   | Italia Alice Volpi Martina Favaretto Martina Batini Francesca Palumbo                  | Francia Ysaora Thibus Morgane Patru Anita Blaze Pauline Ranvier        | Germania Leonie Ebert Leandra Behr Anne Sauer Aliya Dhuique-Hein        |
| Sciabola             |                                                                                        |                                                                        |                                                                         |
| Sciabola individuale | Ol'ha Charlan                                                                          | Ilinca Pantiș                                                          | Theodora Gkountoura Eloisa Passaro                                      |
| Sciabola a squadre   | Francia Sara Balzer Margaux Rifkiss Manon Apithy-Brunet                                | Italia Rossella Gregorio Martina Criscio Eloisa Passaro Chiara Mormile | Ungheria Luca Szűcs Sugár Katinka Battai Liza Pusztai Renáta Katona     |

## Medagliere
| Pos.   | Paese         | Oro | Argento | Bronzo | Totale |
| ------ | ------------- | --- | ------- | ------ | ------ |
| 1      | Francia       | 3   | 2       | 0      | 5      |
| 2      | Italia        | 2   | 2       | 3      | 7      |
| 3      | Polonia       | 2   | 2       | 0      | 4      |
| 4      | Ucraina       | 2   | 0       | 1      | 3      |
| 5      | Ungheria      | 1   | 2       | 3      | 6      |
| 6      | Georgia       | 1   | 0       | 0      | 1      |
| 6      | Paesi Bassi   | 1   | 0       | 0      | 1      |
| 8      | Romania       | 0   | 1       | 1      | 2      |
| 9      | Danimarca     | 0   | 1       | 0      | 1      |
| 9      | Rep. Ceca     | 0   | 1       | 0      | 1      |
| 9      | Svizzera      | 0   | 1       | 0      | 1      |
| 12     | Germania      | 0   | 0       | 5      | 5      |
| 13     | Belgio        | 0   | 0       | 1      | 1      |
| 13     | Gran Bretagna | 0   | 0       | 1      | 1      |
| 13     | Grecia        | 0   | 0       | 1      | 1      |
| 13     | Israele       | 0   | 0       | 1      | 1      |
| 13     | Spagna        | 0   | 0       | 1      | 1      |
| Totale | Totale        | 12  | 12      | 18     | 40     |